# Tracey Thorn
Tracey Anne Thorn (* 26. September 1962 in Brookmans Park, England) ist eine britische Sängerin und Songwriterin. Am bekanntesten wurde sie als Sängerin des Duos Everything but the Girl, zusammen mit ihrem Freund und späteren Ehemann Ben Watt. Sie wuchs in Hatfield (Hertfordshire, England) auf und studierte Englisch an der Universität Hull.

## Karriere
Tracey Thorn begann ihre Karriere in der Gruppe „Marine Girls“, die sie 1980 mit ihrer Schulkameradin Gina Hartman gründete und die sich 1983 wieder auflöste. 1982 veröffentlichte sie solo ein Mini-Album, A Distant Shore, welches 1985 vom Label Animalized in Deutschland veröffentlicht wurde. Sie arbeitete mehrmals mit Massive Attack zusammen: erstmals für die Titel Protection und Better Things vom Album Protection, danach unter anderem für den Soundtrack The Hunter Gets Captured by the Game zum Film Batman Forever.
Außerdem sang sie für The Style Council, The Go-Betweens, Working Week, und Lloyd Cole. Der Song Damage für Tiefschwarz war 2005 ihre erste Aufnahme seit 2002.
Im März 2007 erschien ihr zweites Soloalbum Out of the Woods bei Virgin. Nach der ersten Singleauskopplung It’s All True folgten Raise the Roof im Juni, Grand Canyon im Oktober und als vierte Single die Coverversion des Pet-Shop-Boys-Titels King’s Cross im Dezember 2007.
2010 veröffentlichte sie mit Love And Its Opposite ihr drittes Soloalbum, diesmal mit einer deutlichen Rückkehr zu ihren musikalischen Wurzeln der 1980er Jahre, also mehr akustischer und weniger elektronischer Musik.
Im Oktober 2012 folgte das Weihnachtsalbum Tinsel and Lights, für das sie neben zwei eigenen Kompositionen eine Reihe von weihnachtlichen Liedern anderer Autoren aufgenommen hat. Auf dem Album Grey Tickles, Black Pressure von John Grant (Bella Union, 2015) singt sie im Duett mit Grant den Song Disappointing.

## Autobiografie
- Another Planet: A Teenager in Suburbia. Canongate, 2019

## Diskografie
Alben
- 1982: A Distant Shore (UK: Silber)
- 2007: Out of the Woods
- 2010: Love and Its Opposite
- 2012: Tinsel and Lights
- 2015: Songs from the Falling
- 2015: Solo – Songs & Collaborations 1982–2015
- 2018: Record